# Agustí Montal i Biosca
Agustí Montal i Biosca (Barcelona, 1876-1960) va ser un industrial del tèxtil català.
Va ser director de l'empresa familiar, la Industrial Montalfita SA, radicada la seva fàbrica a Badalona. Durant la seva direcció va assolir èxits notables, sobretot gràcies a l'obtenció de tela caqui de gran solidesa, que va aconseguir ser la subministrada a l'exèrcit espanyol des de principis del segle xx, per bé que la firma va gaudir de fama a nivell internacional. Sempre es va preocupar per la millora de les condicions de vida dels obrers i va dotar la fàbrica de serveis sanitaris i d'una guarderia infantil gratuïta l'any 1936, a més d'impulsar activitats lúdiques entre els empleats com la pràctica de l'esport.
Amb motiu del centenari de l'empresa, i el cinquantenari de la seva incorporació a la mateixa, a petició dels treballadors el 1944 va ser nomenat fill adoptiu de Badalona i, a més, l'Ajuntament va acordar canviar el nom al carrer de Busquets pel seu, on la fàbrica tenia la seva porta principal, al barri de Coll i Pujol.